# محمد الوادي (ملاكم)
محمد عبد العزيز الوادي (17 أغسطس 1985 -) لاعب المنتخب الأردني للملاكمة نجح في التأهل إلى دورة الألعاب الأولمبية والتي ستقام في طوكيو.

## نشأته
ترعرع محمد الوادي في عائلة رياضية تلعب الملاكمة ومارست هذه الرياضة ومثلت المنتخب الوطني الأردني؛ والده عبد العزيز صلاح أول من مثل نادي البقعة في المنتخب الوطني خلال عام 1975، وعمه عبد الكريم الوادي مثل الأردن والبقعة خلال عقد السبعينيات في عدد من البطولات الدولية، في حين ان شقيقيه نضال وعمر يمارسون اللعبة منذ سنوات على الصعيد المحلي. الوادي يميل إلى الكتابة الروائية والشعر. حصل على المركز الأول في الكتابة الانشائية خلال دارسته الأساسية، حيث كان قد تأثر محمد بالكاتب التركي الراحل ناظم حكمت. وهومشجع للمنتخب البرازيلي، في حين يشجع الاهلي المصري عربيا. بدأ محمد الوادي تدريباته عام 1999 برفقة والده والتحق بصفوف المنتخب الوطني للمرة الأولى عام 2000.

## مسيرته الرياضية
توج الوادي بذهبية دورة الألعاب العربية 2007 في مصر وعاد في دورة الألعاب العربية 2011 بالعاصمة القطرية الدوحة ليحقق ذهبية أخرى في الدورة العربية ونجح في عام 2011 بإحراز الميدالية البرونزية ببطولة آسيا في كوريا الجنوبية وفي عام 2017 نال كذلك الميدالية البرونزية في دورة ألعاب التضامن الإسلامي والتي جرت في أذربيجان وذلك في أعقاب فوزه على القيرغيزستاني ميربيك شيروف في الدور ربع النهائي لوزن 56 كغم بنتيجة 4 - 0.

### التأهل لدورة الألعاب الأولمبية 2020
قبل أن يتأهل لدورة الألعاب الأولمبية 2020، حقق الوادي يوم 12 سبتمبر 2019 فوزا على اللاعب الكرواتي فراتي رامون، في مدينة ييكاتيرينبرج الروسية،، فتأهل إلى دور الـ32، من منافسات وزن تحت 57 كجم. إلا أن الحكام، يوم 15 سبتمبر، صوتوا ضده 3-2 أمام المولدافي اوساسا دورين في نزال الدور الثاني لوزن تحت 57 وذلك بعد تعادلهما.
ثم تمكن الوادي في مارس 2020 من التأهل للمرة الأولى بمسيرته إلى دورة الألعاب الأولمبية في طوكيو بعد حصوله على الميدالية الفضية ضمن منافسات وزن تحت 57 كغم. بدأ الوادي مشواره خلال التصفيات الأولمبية بتحقيق الفوز على في دور الـ 16 على الهندي «أغوستو» ومن ثم تجاوز الكوري الجنوبي، هام سانج يونج، وتأهل بعد هذا الفوز إلى أولمبياد طوكيو، وفي نصف النهائي نجح «الوادي» بتحقيق الفوز على الفيتنامي نجوين فان دوونج  قبل أن يخسر في النهائي أمام المصنف الأول وبطل العالم وآسيا الأوزبكي ميرازيبك.